# Keijo Korhonen (Politiker)

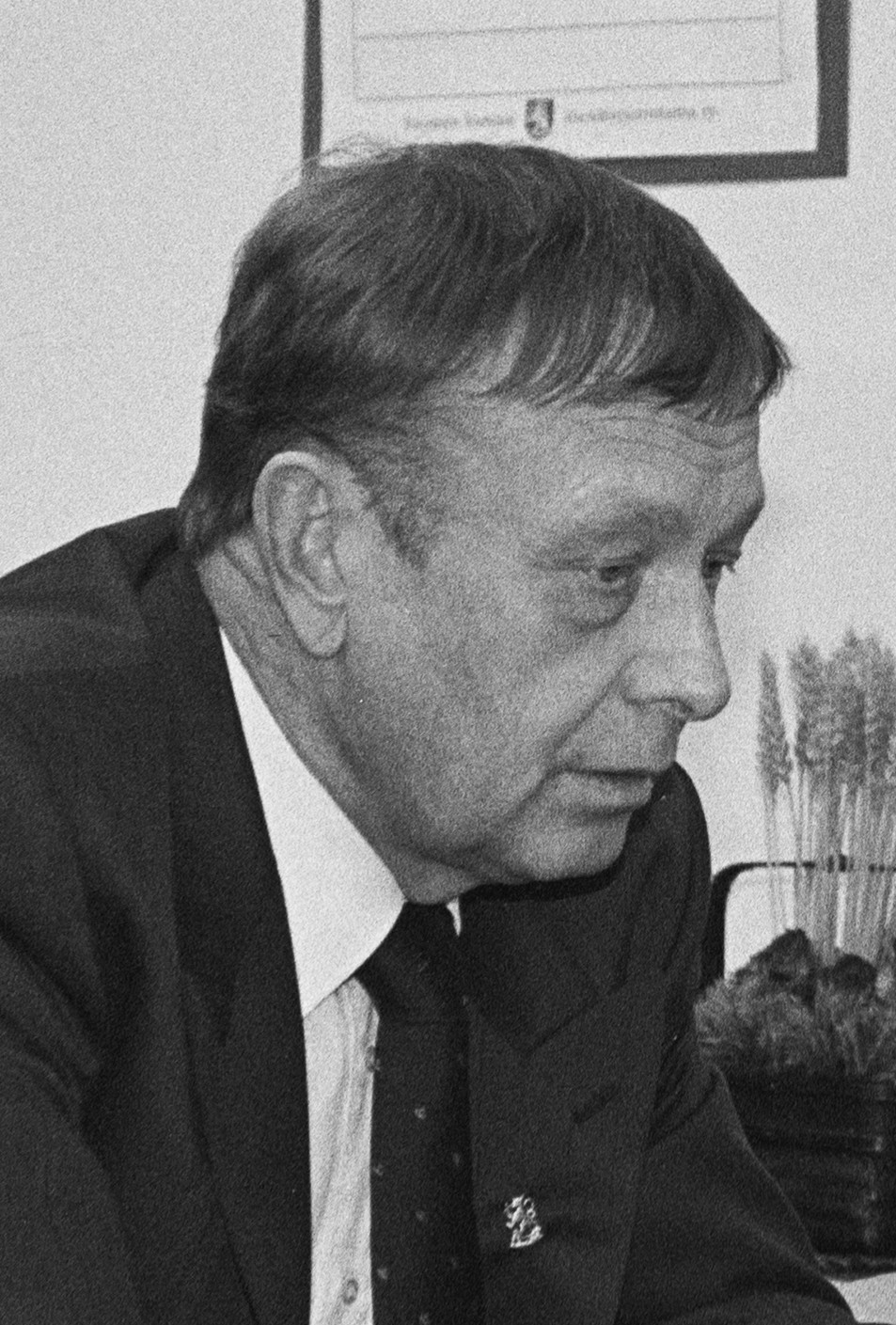
Keijo Korhonen im Jahr 1993

Keijo Tero Korhonen (* 23. Februar 1934 in Melalahti bei Paltamo; † 6. Juni 2022 in Tucson, Arizona) war ein finnischer Politiker (Zentrumspartei), Botschafter und Professor.
Korhonen war von 1976 bis 1977 finnischer Außenminister unter Ministerpräsident Martti Miettunen. Von 1983 bis 1988 fungierte er als ständiger Vertreter Finnlands bei den Vereinten Nationen. 1994 kandidierte er als unabhängiger Kandidat – für die Zentrumspartei trat Paavo Väyrynen an – bei der Präsidentschaftswahl und wurde mit 5,8 % Fünfter.
Neben seiner Tätigkeit als Politiker war er auch Professor der Geschichtspolitik an der Universität Helsinki und lehrte Politikwissenschaften an der University of Arizona. Außerdem verfasste er Bücher, in denen er sich mit außenpolitischen Themen und der UNO auseinandersetzte.